# István Veréb
István Veréb (* 8. Oktober 1987 in Szombathely) ist ein ungarischer Ringer. Er gewann bei der Weltmeisterschaft 2013 eine Bronzemedaille im freien Stil im Mittelgewicht.

## Werdegang
István Veréb, der aus einer Ringerfamilie stammt, begann als Jugendlicher im Jahre 1991 mit dem Ringen. Sein erster Trainer war sein Vater gleichen Namens. Sein ungarischer Stammverein ist Haladás Szombathely. Seit er der ungarischen Nationalmannschaft angehört, wird er von István Gulyás trainiert. Er konzentriert sich auf den freien Stil. Er ist Student  und ringt bei einer Größe von 1,81 Metern im Mittelgewicht, der Gewichtsklasse bis 84 kg Körpergewicht. István Veréb ist auch in deutschen Ringerkreisen gut bekannt, weil er schon seit Jahren in der deutschen Bundesliga ringt. Zurzeit (2013/14) startet er für die RWG Mömbris-Königshofen. Er war aber auch schon für den AC Auerbach, den SV Germania Weingarten, den 1. Luckenwalder SC und für den TuS Adelhausen aktiv.
Als Junior nahm er seit 2003 an mehreren Welt- bzw. Europameisterschaften teil. 2007 gelang es ihm dabei bei der Junioren-Europameisterschaft in Belgrad im Mittelgewicht eine Bronzemedaille zu erringen. 2008 wurde er erstmals ungarischer Meister bei den Senioren im Weltergewicht. Da dem ungarischen Ringerverband ein Platz in dieser Gewichtsklasse bei den Olympischen Spielen 2008 in Peking zustand, konnte er bei diesen Spielen an den Start gehen. Er verlor aber gleich seinen ersten Kampf gegen den US-Amerikaner Ben Askren. Da dieser das Finale nicht erreichte, schied er aus und kam auf den 20. Platz.
In den folgenden Jahren wurde er dann regelmäßig bei den Welt- und Europameisterschaften eingesetzt. Es gelang ihm aber nicht, sich bei diesen Meisterschaften im Vorderfeld zu platzieren. Im Jahre 2012 gelang es ihm auch nicht, sich für die Olympischen Spiele 2012 in London zu qualifizieren. In hervorragender Form präsentierte er sich dann bei der Weltmeisterschaft 2013 in Budapest. Er besiegte dort Jose Daniel Robertti, Venezuela, verlor gegen Ibragim Aldatow, Ukraine und sicherte sich danach in der Trostrunde mit Siegen über Ewgeni Soltruk, Estland, Musa Murtasalijew, Armenien und Murad Gaidarow, Weißrussland, eine Bronzemedaille.

## Internationale Erfolge
| Jahr | Platz | Wettbewerb                                  | Gewichtsklasse | Ergebnisse |
| 2003 | 14.   | Junioren-EM (Cadets) in Skopje              | bis 54 kg      | Sieger: Anan Ismailow, Aserbaidschan vor Gheorghe Bucur, Rumänien |
| 2004 | 15.   | Junioren-EM (Cadets) in Istanbul            | bis 63 kg      | Sieger: Denis Zargusch, Russland vor Faruk Pazarlioglu, Türkei |
| 2005 | 16.   | Junioren-WM in Vilnius                      | Welter         | nach einer Niederlage gegen Ahmed Elabsawy, Ägypten |
| 2005 | 12.   | Junioren-EM in Wrocław                      | Welter         | Sieger: Elnur Alijew, Aserbaidschan vor Iwan Doroschenko, Ukraine |
| 2006 | 10.   | Junioren-EM in Szombathely                  | Welter         | Sieger: Kachaber Chubeschti, Russland vor Ștefan Gheorghiță, Rumänien |
| 2006 | 7.    | Junioren-WM in Guatemala-Stadt              | Welter         | nach einem Sieg über Armands Zvirbulis, Lettland, einer Niederlage gegen Sadegh Saeed Goudarzi, Iran, einem Sieg über Thomas Martinez, Panama und einer Niederlage gegen Gia Tschikladse, Georgien |
| 2007 | 3.    | Junioren-EM in Belgrad                      | Mittel         | hinter Armands Zvirbulis und Naim Koten, Türkei, gemeinsam mit Beka Tschelidse, Georgien |
| 2007 | 24.   | Junioren-WM in Peking                       | Mittel         | nach einer Niederlage gegen Iwan Jankowski, Weißrussland |
| 2008 | 20.   | OS in Peking                                | Welter         | nach einer Niederlage gegen Ben Askren, USA |
| 2009 | 14.   | EM in Vilnius                               | Mittel         | nach einer Niederlage gegen Harutjun Jenokjan, Armenien |
| 2009 | 10.   | WM in Herning/Dänemark                      | Mittel         | nach Siegen über Aibek Usupow, Kirgisistan und Harutjun Jenokjan und einer Niederlage gegen Abdussalam Gadissow, Russland                                                                          |
| 2010 | 16.   | EM in Baku                                  | Mittel         | nach einer Niederlage gegen Armands Zvirbulis |
| 2010 | 2.    | Großer Preis von Deutschland in Dortmund    | Mittel         | hinter David Bichinaschwili, Deutschland, vor Maciej Balawender, Polen und Konstantin Völk, Deutschland                                                                                            |
| 2010 | 32.   | WM in Moskau                                | Mittel         | nach einer Niederlage gegen Dato Marsagischwili, Georgien |
| 2010 | 12.   | Universitäten-WM in Turin                   | Mittel         | Sieger: Piotr Ianulow, Moldawien vor Taras Luuschni, Ukraine |
| 2011 | 12.   | Welt-Cup in Machatschkala                   | Mittel         | Sieger: Naurus Srapilewitsch Temresow, Aserbaidschan vor Reineris Salas Perez, Kuba |
| 2011 | 21.   | EM in Dortmund                              | Mittel         | nach einer Niederlage gegen Michail Ganew, Bulgarien |
| 2011 | 15.   | Golden-Grand-Prix in Baku                   | Mittel         | nach einer Niederlage gegen Naurus Srapilewitsch Temresow |
| 2011 | 8.    | "Wacław-Ziółkowski"-Memorial in Posen       | Mittel         | Sieger: Alireza Goudarzi, Iran vor Amarhadschi Magomedow, Weißrussland |
| 2011 | 24.   | WM in Istanbul                              | Mittel         | nach einer Niederlage gegen Michail Ganew (1:2 Runden, 7:8 Punkte) |
| 2011 | 7.    | FILA-Test-Turnier in London                 | Mittel         | Sieger: Scharif Scharifow, Aserbaidschan vor Soslan Kzojew, Russland |
| 2012 | 24.   | EM in Belgrad                               | Mittel         | nach einer Niederlage gegen Sergei Kolesnikow, Israel |
| 2012 | 10.   | Olympia-Qualif.-Turnier in Taiyuan/China    | Mittel         | Sieger: Jose Daniel Diaz Robertti, Venezuela vor Soslan Gattsijew, Weißrussland |
| 2012 | 8.    | Olympia-Qualif.-Turnier in Helsinki         | Mittel         | Sieger: Jussuf Abdussalomow, Tadschikistan vor Orgodolyn Üitümen, Mongolei |
| 2012 | 3.    | "Wacław-Ziółkowski"-Memorial in Siedlce     | Mittel         | hinter Ibrahim Bölükbasi, Türkei und Semjon Semjonow, Kasachstan |
| 2013 | 2.    | Intern. Turnier in Kiew                     | Mittel         | hinter Musa Murtasalijew, Armenien, vor Peter Tawgasow, Russland und Ibragim Aldatow, Ukraine |
| 2013 | 15.   | Ringer-Europameisterschaften 2013 in Tiflis | Mittel         | nach einer Niederlage gegen Ansor Urischew, Russland |
| 2013 | 19.   | "Ali-Alijew"-Memorial in Machatschkala      | Mittel         | Sieger_ Aligadschi Gamidgadschijew vor Achmed Magomedow, beide Russland |
| 2013 | 7.    | Universiade in Kasan                        | Mittel         | Sieger: Stefan Gheorghita vor Schamil Kudijamagomedow, Russland |
| 2013 | 18.   | "Wacław-Ziółkowski"-Memorial in Spała       | Mittel         | Sieger: Aleksander Gostijew, Aserbaidschan vor Serdar Böke, Türkei |
| 2013 | 3.    | WM in Budapest                              | Mittel         | nach einem Sieg über Jose Daniel Robertti, einer Niederlage gegen Ibragim Aldatow und Siegen über Ewgeni Soltruk, Estland, Musa Murtasalijew und Murad Gaidarow, Weißrussland                      |

## Erläuterungen
- alle Wettkämpfe im freien Stil
- OS = Olympische Spiele, WM = Weltmeisterschaft, EM = Europameisterschaft
- Weltergewicht, Gewichtsklasse bis 74 kg, Mittelgewicht, bis 84 kg Körpergewicht